# فهرست ارمنی‌های ایران
در زیر فهرستی از ارمنی‌های مشهور ایران آورده شده‌است.

## هنر

### موسیقی
- آرمیک دشچی
- آندرانیک آساطوریان
- آندره آرزومانیان
- امانوئل ملیک اصلانیان
- ایوان گالامیان
- روبن گریگوریان پایه‌گذاری ارکستر سمفونیک تهران
- رازمیک اوهانیان
- زاون یدیگاریانس نوازندهٔ ویلن و از پایه‌گذاران هنرستان موسیقی تبریز
- ساتنیک آقابابیان خوانندهٔ اپرا و نخستین خوانندهٔ زن ایرانی
- سیمون آیوازیان پدر گیتار کلاسیک ایران
- گورگن موسسیان
- لوون گریگوریان
- لودویگ بازیل
- لوریس چکناواریان
- لوریس هویان
- نیکول گالاندریان
- وارطان واهرامیان
- واروژان (واروژ هاخباندیان)
- والودیا تارخانیان نوازنده، مدرس ویلن و تنها نوازندهٔ ساز ویولا (از سازه-ای دورهٔ باروک) در ایران
- واهه خوجایان رهبر ارکستر و پایه‌گذار نخستین ارکستر رادیوی ملی ایران
- یحیی تارساز
- اروین خاچیکیان
- آراز داره (آراز تروسیان) آهنگساز، تهیه‌کننده موسیقی
- ادوارد ژوزف
- رافی
- زویا پیرزاد
- زویا زاکاریان
- ژاکلین
- لوون میناسیان

### خواننده
- اندی (آندرانیک مددیان)
- دارون ملکیان
- مارتیک (مارتیک قره خانیان)
- ویگن (ویگن دردریان) سلطان جاز ایران
- هلن (خواننده) (هلن ماتووسیان)
- هوهانس بادالیان
- آرتوش (آرتاشس آودیان)
- آرتوش هاریتونیان
- آراز داره (آراز تروسیان)
- ال‌سید (خواننده)

### عکاسی
- نیکول فریدنی
- آنتوان سوریوگین
- آلفرد یعقوب‌زاده
- میناس پادگرهانیان معروف به استاد میناس، بنیان‌گذار نخستین عکاس خانهٔ اصفهان
- واهان ترپانچیان پایه‌گذار نخستین لابراتوار عکس رنگی در ایران
- آرمان استپانیان
- اریک گریگوریان (عکاس)

### معماری
- آودیس اوهانجانیان
- رستم وسکانیان
- آرمن حق نظریان
- مارکار گالستیانس
- گابریل گورکیان
- وارطان هوانسیان
- اوژن آفتاندلیانس
- پل آبکار
- کریستاپور تادوسیان
- گورگن پیچیکیان
- لوون بابایان
- هوانس اونیک قریبیان
- لوون تادوسیان
- نکتار پاپازیان اولین معماران زن ایرانی

### نقاشی
- آلفونس آوانسیان
- آندره سوریوگین پایه‌گذار نقاشی قهوه‌خانه‌ای در ایران
- ادمان آیوازیان
- سمبات در کیورغیان یکی از پنج پایه‌گذار آبرنگ در ایران و پایه‌گذار شیوه‌های بدیع در نقاشی آبرنگ در ایران
- سونیا بالاسانیان
- سیراک ملکنیان
- مارکو گریگوریان
- هاروتیون میناسیان
- هاکوپ هوناتانیان بنیان‌گذار مکتب مدرن هنر نقاشی
- یرواند نهاپتیان یکی از پنج پایه‌گذار آبرنگ در ایران
- سرکیس زاکاریانس نقاش زورخانه ای

### سینما، تئاتر
- آپیک یوسفیان
- آراپیک باغداساریان
- آرامائیس آقامالیان
- آربی اوانسیان
- آرتم اوهانجانیان
- آرتو طریان
- آرمان هوسپیان
- آسیا قسطانیان
- آنوش (آنوشاوان هاروتیونیان)
- ماهایا پطروسیان
- آنیک شفرازیان
- اوانس اوگانیانس اولین کارگردان سینمای ایران و همچنین بانی اولین مدرسه بازیگری در ایران
- ایرن زازیانس (ایرن)
- تونی آمادونی
- روبرت اکهارت
- روبیک زادوریان
- زاون قوکاسیان
- ژوزف واعظیان
- ساتنیک آقابابیان (ساتو پری)
- ساموئل خاچیکیان
- شاهین سرکیسیان پایه‌گذار تئاتر نوین ایران
- کارمن
- گریگور یقیکیان از پایه‌گذاران تئاتر در رشت، مترجم شخصی میرزا کوچک خان جنگلی و مدیر مسئول روزنامهٔ ایران کنونی در رشت
- لرتا (لرتا هایراپتیان تبریزی) از نخستین بازیگران زن تئاتر ایران
- لوریک میناسیان
- مادام سیرانوش اولین بازیگر زن تاریخ سینمای ایران
- مری آپیک
- موشق سروری
- میشا گوستانیان
- وارتو طریان
- واروژ کریم‌مسیحی
- واهیک پیرحمزه‌ای
- هایک گاراگاش
- هراند استپانیان
- هنریک استپانیان
- یرواند ماناریان
- لیدا ماطاوسیان و ژاسمن ژوزف (از ارامنه ساکن بندر انزلی بودند که در فیلم انتقام برادر ابراهیم مرادی نقش آفرینی کردند[۱])
- ادوارد (ادیک) اصلانیان
- ژرژ هاشم‌زاده
- آناهیت آباد

### فیلمبردار
- برگرونی بغوسیان
- پطروس پالیان
- واهاک وارطانیان

### صداگذاری و آهنگساز
- آرشام قهرمانیان
- روبیک منصوری
- گارنیک یادگاریان
- گالوست گورکیان
- شوبرت آواکیان

### دوبله
- ژرژ پطرسی
- آرشاک قوکاسیان
- آلکس آقابابیان پایه‌گذار دوبلهٔ فیلم‌های خارجی در ایران

### متخصص امور لابراتوار / فنی
- تیگران تومانیان
- وارطان چاپاریان
- گالوست گورکیان
- سورن خاچیکیان

### طراح صحنه و لباس تئاتر
- ادنا زینلیان

### پیکره ساز
- لیلیت تریان مادر پیکره‌سازی مدرن ایران
- اما آبراهامیان
- زاون آیوازیان
- نشان تانیک

### مینیاتور ساز، تذهیب کار، میناکاری و حکاک
- آودیس هاکوبیان
- کلارا آبکار
- هراچ کاراپتیان
- یسایی شاجانیان

### گرافیک
- ادوارد زهرابیان طراح لوگوی ایران ایر
- بابکن آسیریان
- سرژ آواکیان
- موشق سارواریان از پیشگامان گرافیک نوین ایران
- میشا گیراگوسیان
- ناپلئون سروری
- هایک اجاقیان

### گوهرشناس و جواهرساز
- زرونی ماسحیان
- لوون آودیان
- هوهانس آقازاری لازاریان

### رقص باله
- سرکیس جانبازیان پایه‌گذار نخستین هنرستان رقص تهران و نخستین رقصندهٔ ایران
- لی‌لی لازاریان
- یلنا آودیسیان

### رقص
- کارولین خدادیان

## سیاستمداران، انقلابیون، مذهبیان
- آرداک مانوکیان
- آرداشس اوانسیان
- آوتیس سلطان‌زاده
- کاتولیکوس آلکساندر یکم

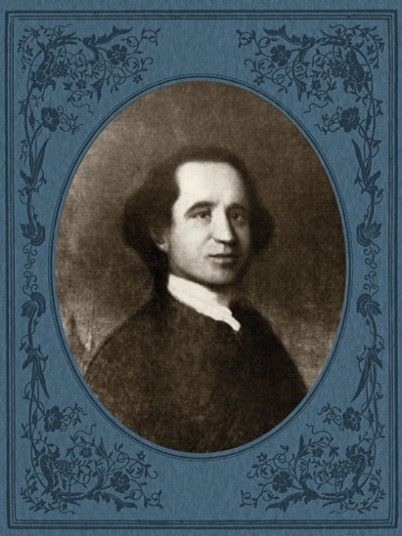
هوسپ امین

- دیانا آبکار نخستین زنی است که نامش در جهان به عنوان سیاست‌مدار به ثبت رسیده‌است او سفیر دولت ارمنستان در ژاپن بود.
- سبوه سرکیسیان
- میرزا ملکم‌خان
- نریمان‌خان قوام السلطنه
- واهان پاپازیان
- هوهانس خان ماسحیان نخستین سفیر ایران در ژاپن
- هرانت مارکاریان
- هوسپ امین
- هارطیون شماونیان شیرازی بنیانگذار نخستین نشریه ارمنی‌زبان جهان
- هایک بژیشکیان
- هایک هوسپیان‌مهر
- یپرم‌خان
- مانوک خدابخشیان
- یرواند آبراهامیان

## سرمایه داران و تاجر
- آرتور تی. گریگوریان
- ساناسار خاچاطوریان
- گئورگ مانوک
- لوون پالانچیان
- تجارتخانه تومانیانس

## دانشمندان و شخصیت‌های علمی
- آرسن میناسیان نیکوکار و مؤسس اولین داروخانه شبانه‌روزی ایران و بنیان‌گذار اولین خانه سالمندان و معلولین ایران در شهر رشت
- آرشاویر در آوانسیان
- آلینوش طریان مادر نجوم و بانوی اختر فیزیک ایران
- استپان آلکسانیان
- الکساندر آبیان
- الیز ساناساریان
- امیک آواکیان
- برسابه هوسپیان
- جرج بورنوتیان
- روبرت مهرابیان
- روبن گالیچیان
- کارو لوکاس پدر علم رباتیک ایران
- مارتیک درآوانسیان پایه‌گذار رشته ارتوپدی فنی ایران و دارای لقب پدر ارتوپدی فنی ایران
- مانوئل بربریان
- مگردیچ تومانیان
- واهه آغابگیانس
- هاراطون داویدیان از بنیان‌گذاران روانپزشکی در ایران
- هایک میرزایانس
- گارگین ساروخانیان

## نمایندگان مجلس
- آرداشس آوانسیان
- آلکساندر آقایان
- پطروس آبکار
- جبرائیل بوداغیان
- روبرت بگلریان
- فلیکس آقایان
- قازار سیمونیان
- سواک ساگینیان
- سهراب ساگینیان
- کارن خانلری
- گئورک وارطان
- گاگیک هواکیمیان
- آرداواز باقومیان
- لون داویدیان
- وارطان وارطانیان
- واهرام خان ظهرابیان
- هرایر خالاتیان
- هوهانس خان ماسحیان
- یوسف میرزایانس

## شهیدان
- زوریک مرادیان
- ویگن کاراپتیان

## ورزشکاران
- آرن داوودی
- ادیک پطروسیان
- آلکو اسکندریان
- آندرانیک تیموریان
- آندرانیک اسکندریان
- آندره آغاسی
- ادموند اختر
- ادموند بزیک
- امانوئل آغاسی
- امیل وارتازاریان
- اوشین ساهاکیان
- بیوراکن هاخوردیان
- پاتریک بابومیان
- پطروس نظربگیان
- روبرت مارگوسی
- ژرژ مارکاریان
- ژولیت گئورگیان
- سبو شهبازیان
- سرژیک تیموریان
- سرکیس آسادوریان
- سورن پیرجانیان
- سورن در-بوغوسیان
- کارو حق‌وردیان
- گارنیک شه‌بندری
- گارنیک مهرابیان
- گغارد موساسی، (مُوْسِسیان)، «رزمی کار حرفه‌ای در سازمان یواف‌سی»
- لئون خاچاطوریان
- لوون کورکچیان
- مارکار آقاجانیان
- ماری تت
- ماسیس هامبارسومیان
- واردگس پارسامیان
- وازیک قازاریان
- پیتر گریگوریان
- واهیک طروسیان
- هاملت میناسیان
- هنریک تمرز
- لیدا مارکاریان، نخستین بانوی کوه‌نورد ارمنی که در سال ۱۳۱۸ خورشیدی موفق به صعود قله الوند گردید.